# Hersilia alluaudi
Hersilia alluaudi är en spindelart som beskrevs av Lucien Berland 1919. Hersilia alluaudi ingår i släktet Hersilia och familjen Hersiliidae. Inga underarter finns listade i Catalogue of Life.